# Weißwasser
Weißwasser (alt sòrab: Běła Woda) és un municipi alemany que pertany a l'estat de Saxònia. Limita amb els municipis de Trebendorf (NW), Groß Düben (N), Gablenz (NO), Krauschwitz (O), Weißkeißel (SO) i Boxberg/O.L. (S).

## Demografia
| - 1825 - 390 - 1933 - 13,494 - 1939 - 14,388 - 1946 - 12,940 - 1950 - 13,844 - 1960 - 14,028 | - 1981 - 32,799 - 1984 - 34,994 - 1988 - 38,288 - 1995 - 31,745 - 1997 - 30,300 - 1998 - 28,605 | - 1999 - 27,315 - 2000 - 26,107 - 2001 - 24,815 - 2002 - 23,862 - 2003 - 22,966 - 2004 - 22,758 | - 2005 - 21,912 |

## Politics
Després de les eleccions locals de 2009 els regidors es repartiren:
- Die Linke (6 escons)
- CDU (6 escons)
- Klartext (5 escons)
- Wir für Hier (3 escons)
- SPD (3 escons)
- FDP (1 escó)
- NPD (1 escó)
- KJiK (1 escó)

## Agermanaments
- Brühl
- Żary

## Personatges il·lustres
- Rudolf Lange, criminal de guerra que participà en la Conferència de Wansee.
- Christa Luding-Rothenburger, patinadora i campiona olímpica